# Malo Bonjince
Malo Bonjince (en serbe cyrillique : Мало Боњинце) est un village de Serbie situé dans la municipalité de Babušnica, district de Pirot. Au recensement de 2011, il comptait 50 habitants.

## Démographie
| 1948 | 1953 | 1961 | 1971 | 1981 | 1991 | 2002 | 2011 |
| ---- | ---- | ---- | ---- | ---- | ---- | ---- | ---- |
| 462  | 409  | 376  | 274  | 201  | 159  | 115  | 50   |

|  |